# چری گست
چری گُست (انگلیسی: Cherry Ghost) گروه موسیقی بریتانیایی از منچستر است که در سال ۲۰۰۵ میلادی تشکیل شده‌است. آلبوم نخست آن‌ها تشنگی برای عشق در سال ۲۰۰۷ میلادی منتشر شد و در جایگاه هفتم جدول موسیقی آلبوم‌های بریتانیا جای گرفت. این آلبوم نامزد جایزهٔ آیور نوولو شد و ترانهٔ «مردم به مردم کمک کنید» از آن توانست برندهٔ یک جایزهٔ آیور نوولو شود.
گروه دو آلبوم در زیر این ساحل سوزان و مثل دیگران را به ترتیب در سال‌های ۲۰۱۰ و ۲۰۱۴ میلادی منتشر کرد.